# Stumme Karte

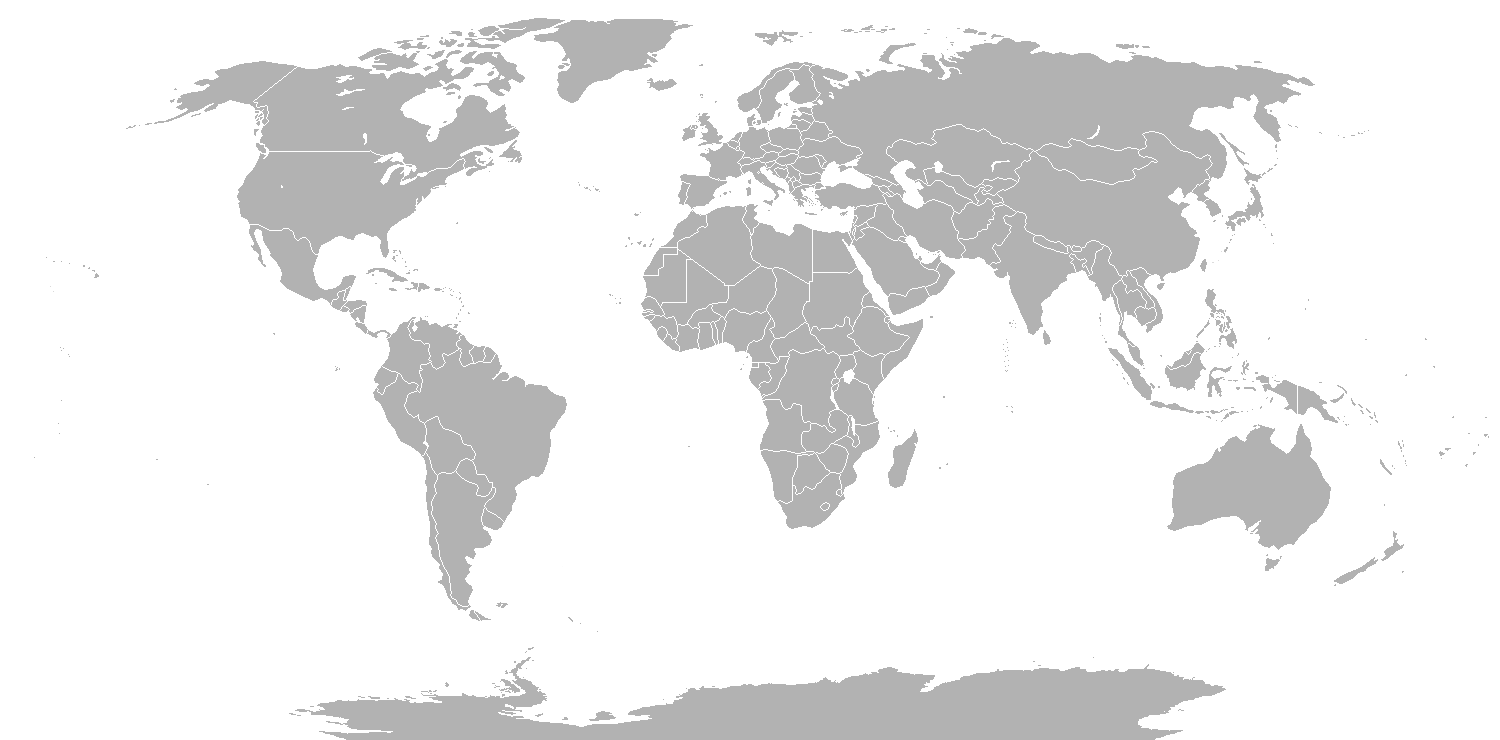
Stumme Karte der Erde

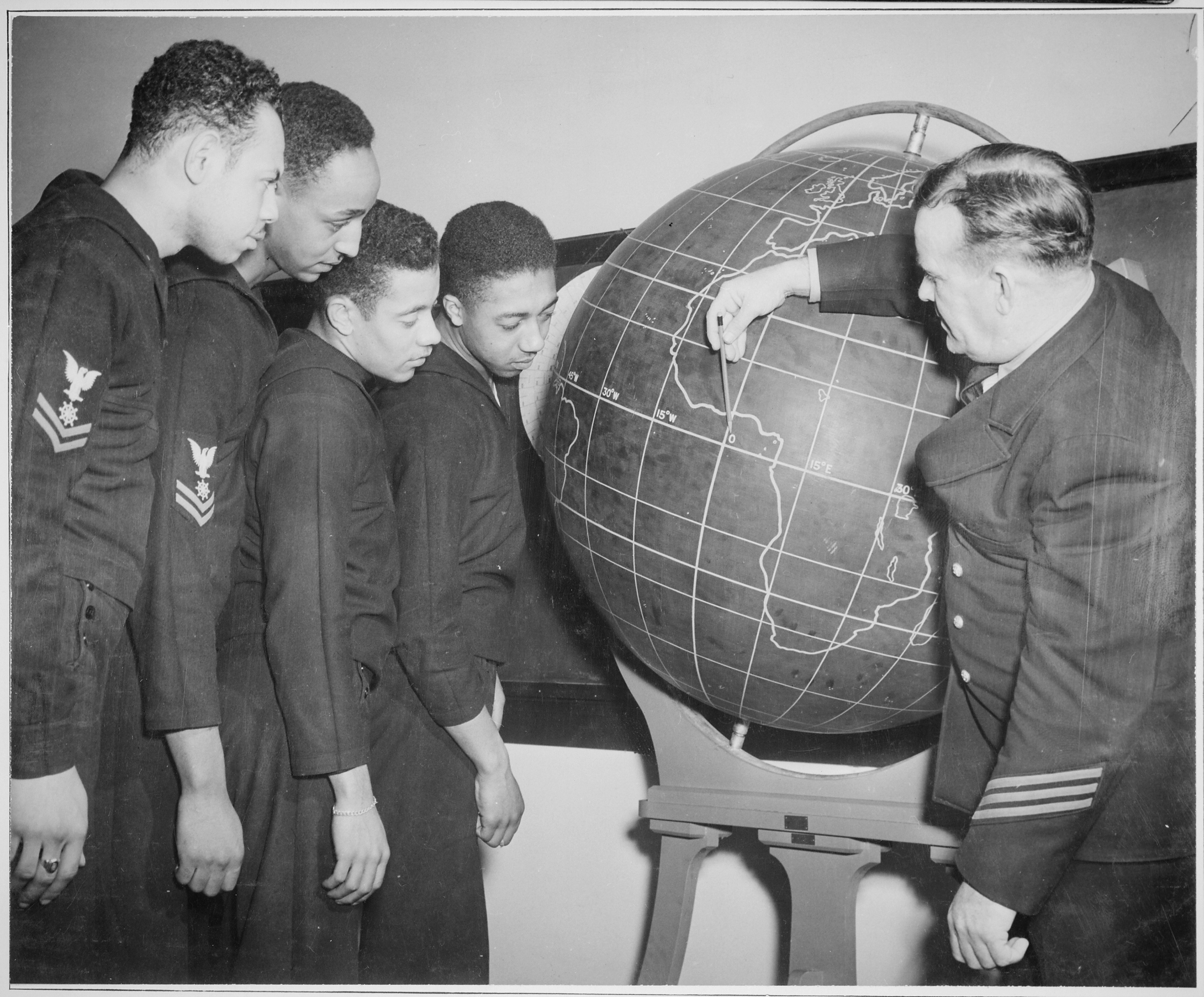
Induktionsglobus mit Gradnetz sowie Stummer Karte der Küstenlinien der Kontinente

Eine stumme Karte ist eine Karte für Ausbildungs- und Planungszwecke, bei der weitgehend oder ganz auf die Kartenbeschriftung verzichtet wird.
Die Topografie kann auf einer stummen Karte stark reduziert dargestellt sein. Oft sind die Erdteile, Staatsgrenzen oder andere administrative Grenzen nur durch ihren Umriss abgebildet (Umrisskarte). Zur räumlichen Orientierung können wichtige Flüsse, Verkehrswege oder Orte eingezeichnet sein. 
Stumme Karten werden im Geographieunterricht vor allem als Schulwandkarte oder als Schülerhandkarte verwendet. Damit soll das Erinnern an Lage und Name von Geoobjekten gefördert bzw. überprüft werden. Für eine eindeutige Identifizierung der Geoobjekte haben diese dann anstatt des Kartennamens Buchstaben oder Ziffern. 